# The Book of Veles
The Book of Veles és una obra fotoperiodista Jonas Bendiksen, un fotògraf noruec de la agència Magnum, que va ser presentada el 2021. En l'obra, Bendiksen explora dues històries entrellaçades: La primera és la història de la ciutat de Veles, a Macedònia del Nord, on uns adolescents afectats per l'alta desocupació juvenil, van crear articles de notícies falses que van ser vistos per milions de nord-americans en les eleccions presidencials de l'any 2016. La segona és la història d'"El llibre de Veles", un suposat text antic sobre un déu eslau precristià anomenat Veles, el déu del "caos i l'engany", per a qui va ser anomenada la ciutat. Amb l'obra, Bendiksen va demostrar com fàcilment es pot enganyar els professionals i el públic en general i deteriorar de cop la credibilitat del fotoperiodisme i la fotografia documental.
El 17 de setembre de 2021, Bendiksen va concedir una entrevista al lloc oficial de Magnum, en la qual va revelar que l'obra era una estafa i un engany basat en fotografies creades i manipulades digitalment i textos creats per un sistema d'intel·ligència artificial.

## Desenvolupament de l'obra
Amb l'arribada de Donald Trump a la presidència dels Estats Units l'any 2016, Bendiksen va sentir curiositat per la quantitat de desinformació que circulava en els seus primers mesos de mandat i, com i on és creaven i propagaven les fake news que circulaven per Internet i influïen en el que pensaven i feien els ciutadans. És així com Bendiksen comença a investigar sobre la pirateria digital, la fabricació d'algoritmes i el paper de les xarxes socials per estendre aquestes notícies falses.

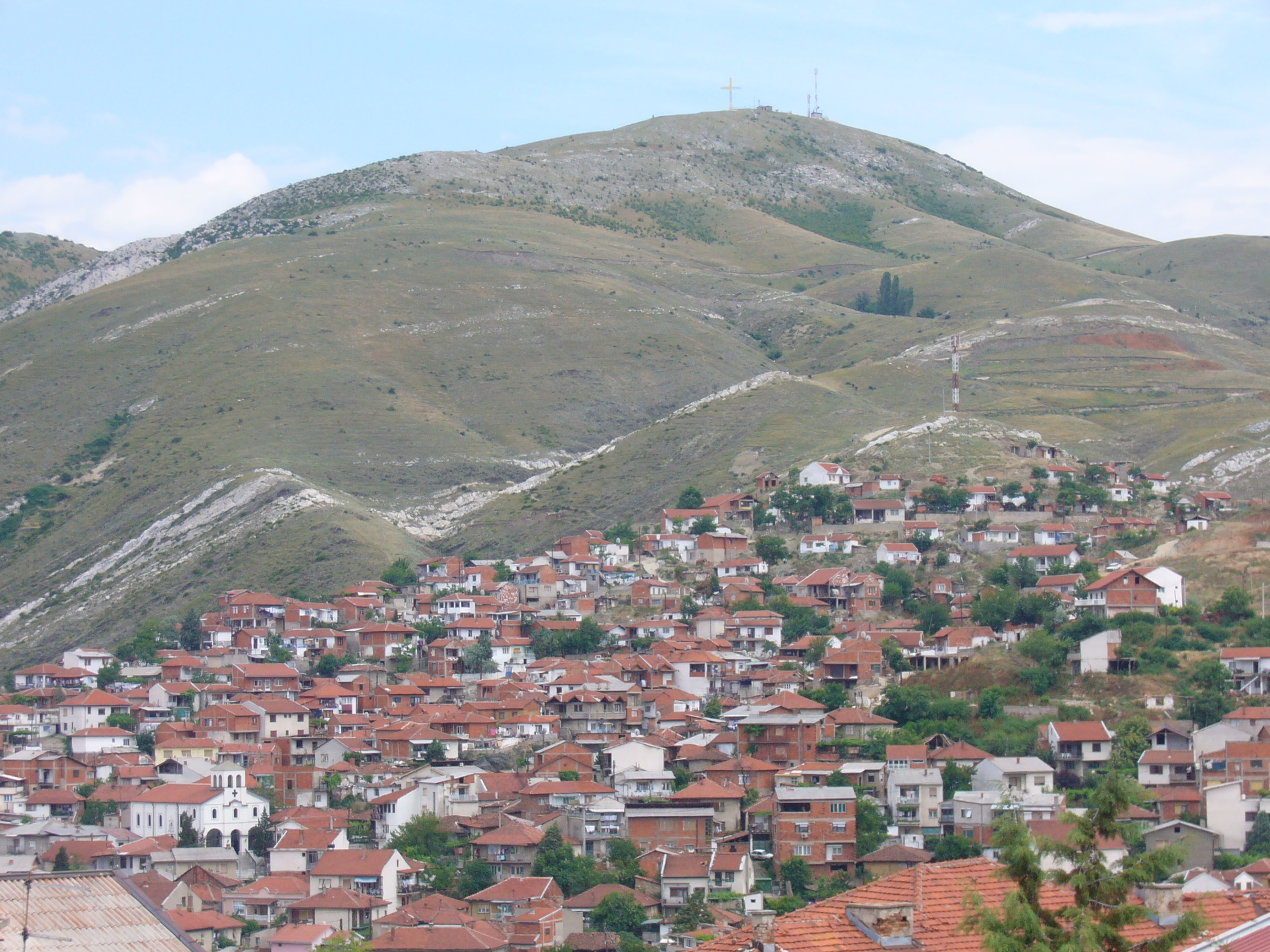
La ciutat de Veles, a Macedònia del Nord.

En un moment donat, Bendiksen va sentir a parlar de Veles, un poble situat a Macedònia del Nord que s’ha convertit sense ningú saber el perquè en el centre de les fake news. Bendiksen va dir: “Em fascinava la idea que els adolescents de la llunyana Macedònia del Nord desenvolupessin de sobte un paper protagonista en el panorama polític estatunidenc.”
És així com Bendiksen va decidir investigar la història de Veles i va trobar una altra història curiosa: Veles és també el nom d’un déu eslau i pagà, famós per la seva habilitat per canviar d'aparença amb regularitat. Bendiksen troba com un punt interessant el llibre que recull la seva història, el qual es tracta d'un engany basat en el descobriment de Fyodor Izenbek, un oficial de l'exèrcit rus, l'any 1919. Izenbek va trobar unes taules de fusta mig cremades que contenien unes inscripcions en escriptura protocírilica. Uns anys després, el científic Yuri Mirolyubov va aconseguir desxifrar que explicaven una història èpica relacionada amb Veles i els primers pobles eslaus. El text no va tardar a ser concebut com sagrat per grups nacionalistes eslaus. Així i tot, segons molts historiadors i lingüistes de l'actualitat aquesta vella epopeia sagrada es tracta lligada a la ciutat i el déu amb el mateix nom.

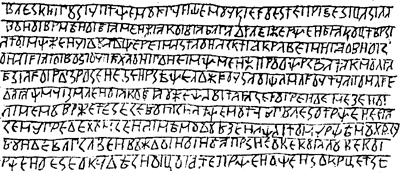
Còpia del contorn de l'única fotografia coneguda d'una taula d'"El llibre de Veles".

Bendiksen veu potencial en les històries que sorgeixen de les seves investigacions i decideix viatjar a Macedònia del Nord per poder explicar el que succeeix. El fotògraf afirma que va descobrir que "El llibre de Veles" va ser traduït l'any 1973 per un noi de la Universitat Estatal d'Ohio que desconeixia per complet que es tractava d'un llibre fals i va afegir anotacions sobre la seva importància històrica. "Una vegada vaig descobrir això, tots els meus motors se'n van encendre! (...) Em resultava absolutament irresistible jugar amb aquesta història. Que era real i que era fals?" va afirmar Bendiksen.
Bendiksen va decidir crear el seu propi document fals intercanviant les dues històries diferents sobre Veles, representant els esforços històrics i actuals per produir desinformació i caos.
A la ciutat de Veles, Bendiksen va realitzar unes fotografies a llocs buits. Mai va conèixer als adolescents responsables de les fake news. Les persones no l'interessaven; les generava digitalment amb un programa amateur i gratuït que es troba a l'abast de qualsevol i jugant amb les llums de la imatge a l'hora d'inserir els avatars.
El text va ser creat ràpidament gràcies a l'intel·ligència artificial. Bendiksen va trobar un sistema gratuït anomenat GPT-2, provat en molts llocs webs reals. Gràcies als articles publicats per mitjans de comunicació sobre la indústria de fake news de Veles que Bendiksen va inserir al sistema, es va crear un gran assaig de 5.000 paraules que van acabar finalment sent el llibre. “Jo no vaig escriure cap paraula. Simplement vaig retallar i enganxar vàries seqüències perquè tingués un flux lògic” diu Bendiksen. Va realitzar el mateix procés amb les cites que es troben al seu llibre, creades a partir de cites reals de persones involucrades en produccions de fake news.

## Recepció del públic i la crítica
"The Book of Veles" va sortir a la venda al mes d'abril de l'any 2021 i va ser recollit amb el mateix entusiasme que la resta dels projectes de Bendiksen. Va succeir el que el fotògraf no s'esperava: el seu propi engany va ser cregut per tothom, incloent-hi els cercles especialitzats en fotoperiodisme.
Bendiksen va acceptar perplex els elogis rebuts per la serietat del seu treball, la qualitat de la seva escriptura i el tema escollit. “M’agrada veure quan algú publica el llibre a Instagram dient que és bo que la gent estigui fent fotoperiodisme seriós. Però, al mateix temps, no m’agrada estafar a la gent i com molts criminals, també he esperat amb ganes que la meva mentida fos descoberta, per tornar a ser honest” diu Bendiksen.
El fotògraf menciona que va gaudir amb els comentaris positius que ha rebut la seva obra i, especialment, com el públic va trobar que el seu text era molt interessant i aclaridor. Bendiksen tenia curiositat que el text, realitzar per un sistema d'intel·ligència artificial, fos creïble. “El que va succeir demostra que, en poc temps, estarem envoltats de molts articles convincents escrits per bots i no podrem notar la diferència”.
Algunes revistes van voler publicar el treball en forma d’articles, però Bendiksen es va inventar excuses per negar-se. Ell creia que publicar la mentida de “The Book of Veles” a una revista seria anar massa lluny des del punt de vista ètic, considerant que el llibre es tractava d'una mentida per la comunitat fotogràfica. Per aquest mateix motiu, el llibre tampoc va ser publicat a l'arxiu de Magnum fins al descobriment de la mentida, perquè Bendiksen no volia que l'equip de l’agència vengués accidentalment el seu treball des d'una visió que era incorrecta.
Veient que ningú dins de Magnum i el món fotogràfic s'adonava de l'engany, Bendiksen va decidir exposar-se encara més per veure si algú acaba descobrint el seu engany.

## Descobriment de la mentida
Bendiksen va presentar el seu treball a finals d'agost de l'any 2021 al prestigiós festival de fotoperiodisme Visa pour l'image per saber si les imatges manipulades podrien passar per filtres més exigents. Va enviar la sèrie d'imatges completa i el llibre al festival. Ells van respondre amb l'oferta de fer una projecció nocturna de l'obra de Bendiksen en el programa del festival. Bendiksen confessa que es va sentir en conflicte per la seva deshonestedat amb els organitzadors del festival. Encara que va continuar endavant perquè creia que allò podria ser molt important per a la indústria del fotoperiodisme.
L'endemà que projectés el seu treball en el festival, Bendiksen decideix recórrer a les xarxes socials per deixar pistes i desfer l'engany. Va comprar un perfil de Facebook fals. El nom del perfil era "Chloe Miskin" i li va costar al voltant de 40 dòlars. En les pròximes 24 hores, Bendiksen sota la identitat d'un perfil de Facebook va començar a dir fortes acusacions contra ell mateix, afirmant que va pagar als subjectes perquè sortissin en les seves imatges. Ell diu "En part, era cert, en el sentit de què havia comprat els models base d'avatars en 3D". Bendiksen creia que tot sortiria a la llum en qüestió d'hores, però ningú va caure. Fins i tot, alguns usuaris el van defensar.
Bendiksen llavors va realitzar la mateixa estratègia a Twitter. Finalment, un usuari anomenat Benjamin Chesterton sota l'àlies Duckrabbit va descobrir que una de les fotos del compte fals era d'una dona que sortia en el llibre de Bendiksen amb la mateixa roba. Bendiksen afirma que es va sentir molt alleujat quan va succeir el fet.
Després de revelar-se la veritat el dia 17 de setembre de 2021, Jean-François Leroy, director de Visa pour l'image, va publicar un comunicat a les xarxes socials arran de l'enrenou creat per l'engany de "The Book of Veles". Es tractava d'una disculpa dirigida al públic en general, explicant que es trobava atordit pel que havia passat. Leroy també recordava com Jonas Bendiksen era un habitual del festival i mantenia amb ella una relació basada en "l'amistat i la confiança". Leroy es pregunta "Hauríem tingut més cura si es tractés d'un fotògraf desconegut? Potser si, potser no". El director de Visa pour l'image admet que el mètode utilitzat per denunciar la vulnerabilitat del fotoperiodisme i la fotografia documental en general era "qüestionable", però també el veu com una oportunitat més que un atac. Per Leroy, la polèmica hi ha contribuït a elevar el problema a un nivell que mai creien possible. Bendiksen, per la seva part, es va disculpar amb tot l'equip del festival.
Bendiksen espera que el seu treball es vegi com "un pas cap endarrere i dos cap endavant" i obri els ulls a la gent per ser més conscients del terreny cap al qual es dirigeix la fotografia i el periodisme. El fotògraf afirma que el projecte del "The Book of Veles" tracta sobre si mateix tractant de lidiar amb les preguntes sobre el significat de les noves tecnologies i com fàcilment els podem donar un ús "maligne".
Bendiksen diu "Tenia l'oportunitat de lidiar amb tota aquesta qüestió en la qual es fusionen el periodisme, la manipulació, les mentides, les notícies falses i la fotografia, i tractar de mirar una mica cap a l'horitzó per imaginar a on porta tot això".